# Seiji Ara
Seiji Ara, född 5 maj 1974 i Chiba, är en japansk racerförare.

## Racingkarriär
Ara inledde sin professionella karriär i det japanska F3-mästerskapet 1999, där han slutade på sjätte plats. Säsongen 2000 förbättrade Ara den placeringen till en tredjeplats, vilket gav honom chansen i Formel Nippon säsongen 2001 då han även började att tävla i Super GT.
Ara tävlade länge i Nipponserien, men det dröjde ända till säsongen 2008 innan han vann sitt första race i serien.
Hans sportvagnskarriär var desto framgångsrikare, då han vann Le Mans 24-timmars tillsammans med Tom Kristensen och Rinaldo Capello 2004, vilket är hans hittills största merit.